# Ahead of Myself
Ahead of Myself è un singolo del gruppo musicale statunitense X Ambassadors, pubblicato nel 2017.

## Tracce
- Download digitale

1. Ahead of Myself – 3:43